# NTT都市開発西日本BS
NTT都市開発西日本BS株式会社（エヌティーティーとしかいはつにしにほんビーエス）は、かつて存在したNTT都市開発の子会社。西日本エリアにおける建物の設計、施工、工事監理及びプロパティマネジメント（ビル・マンションの運営管理など）を行っていた。
2015年10月1日、同じくNTT都市開発の子会社であるエヌ・ティ・ティ都市開発ビルサービス株式会社に吸収合併され消滅。

## 会社概要

### 業務内容
- 建築物、建築設備等の設計、施工および工事監理業務
- 建築物、建築設備等の維持管理に関するコンサルティング業務
- オフィスビル、賃貸住宅施設等の管理運営に関する業務
- 分譲住宅施設の管理運営業務
- 宅地建物取引業務
- 引越業務及びコンサルティング業務

### 管理物件
- オフィスビル／14棟
- 賃貸マンション／16棟（1,219戸）
- 分譲マンション／23棟（1,973戸）
- その他／31戸

## 沿革
- 2006年12月20日 - 会社設立
- 2007年1月1日 - 営業開始
- 2015年10月1日 - エヌ・ティ・ティ都市開発ビルサービス株式会社に吸収合併